# Bellflower (California)
Bellflower è una city degli Stati Uniti d'America, situata nella Contea di Los Angeles dello stato della California. È stata costituita il 3 settembre 1957. Al censimento del 2000 la popolazione della città era di 72 878 abitanti, passati a 76 616 nel 2010.

## Origini del nome
Il nome deriva dalla Yellow Bellflower, una varietà di melo originaria del New Jersey coltivata nei frutteti locali agli inizi del XX secolo.